# Afrikai Regionális Tanúsító Bizottság
Az Afrikai Regionális Tanúsító Bizottság (Africa Regional Certification Commission, ARCC) az Egészségügyi Világszervezet  Afrikáért felelős igazgatója által kijelölt 16 fős bizottság, mely 1998-ban jött létre. A bizottság azt a feladatot kapta, hogy számolja fel a járványos gyermekbénulást az afrikai kontinensen. Központja Kamerunban, Yaoundé városában van, vezetője pedig Rose Leke elnök. Ez az egyetlen olyan bizottság, mely igazolhatja, hogy a betegség végleg megszűnt a régióban.
2020. augusztus 25-én a bizottság bejelentette, hogy a járványos gyermekbénulás megszűnt Afrikában. Ehhez az kellett, hogy igazoltan be legyen oltva a betegség ellen a lakosság 95%-a. Az utolsó, lejegyzett gyermekénulási eset a kontinensen 2016. augusztus 21-én volt Nigéria Borno államában.